# Contea di Ningwu
La contea di Ningwu (宁武县S, Níngwǔ XiànP) è una contea della Cina, situata nella provincia dello Shanxi e amministrata dalla prefettura di Xinzhou.